# 비단투코투코
비단투코투코(Ctenomys sericeus)는 투코투코과에 속하는 설치류의 일종이다. 아르헨티나 남서부 산타크루스주와 추부트주, 리오네그로주에서 발견된다.